# Eugene McCabe
Eugene McCabe (* 7. Juli 1930 in Glasgow; † 27. August 2020 in Cavan) war ein irischer Schriftsteller und Dramatiker.

## Leben
McCabe wurde 1930 im schottischen Glasgow als Sohn eines irischen Gastwirts geboren. McCabe lebte ab 1939 in Irland und studierte am Dubliner Castleknock College sowie am University College Cork. 1950 veröffentlichte er eine erste Kurzgeschichte. Er nahm dann für zehn Jahre die Bewirtschaftung einer Farm in der Nähe von Clones auf. Auch später war er parallel zu seiner schriftstellerischen Tätigkeit als Landwirt tätig.
Zu McCabes Werk zählen Romane, Kurzgeschichten, Theaterstücke und Drehbücher. 
Sein 1992 veröffentlichter Roman Death and Nightingales diente als Vorlage für eine dreiteilige TV-Adaption der BBC (2018).
Für Raidió Teilifís Éireann bearbeitete er zwei Kurzgeschichten als Fernsehstücke.

## Auszeichnungen
Er wurde für sein Stück Cancer mit dem Preis des Internationalen Prager Fernsehspielfestivals ausgezeichnet. 1964 erhielt er für King of the Castle den Irish Life Award, 1976 für die Dramentrilogie Victims den Irish Critics Award und 1977 für den Roman Victims den Royal Society of Literature Award.

## Werke (Auswahl)
- King of the Castle, 1964
- Victims: A Tale from Fermanagh. Gollancz, London 1976, ISBN 0-575021691.
  - deutsch von Hans-Christian Oeser: Die Welt ist immer noch schön. Steidl Verlag, Göttingen 2015, ISBN 978-3-95829-048-8.
- Heritage and Other Stories, 1978
- Death and Nightingales. Roman. Secker & Warburg, London 1992.
  - deutsch von Hans-Christian Oeser: Tod und Nachtigallen, Steidl Verlag, Göttingen 2011, ISBN 978-3-86930-233-1.
- The Love of Sisters. New Island, Dublin 2009, ISBN 978-1848400184.
  - deutsch von Hans-Christian Oeser: Schwestern. Steidl Verlag, Göttingen 2014, ISBN 978-3-86930-752-7.